# Nuzarovská lípa
Nuzarovská lípa je památný strom v blízkosti dnes již zaniklé obce Nuzarov, která stávala na křižovatce lesních cest
z Nového Kramolína přes Vranovské sedlo do Nemanic a Valtířova. Tato lípa malolistá (Tilia cordata) roste v nadmořské výšce 740 metrů, její kmen má tzv. vidlicové dělení, kdy jednotlivé kmeny mají obvod 425 a 445 centimetrů. Podle měření z roku 2015 dosahuje výšky 25 metrů a její stáří bylo odhadnuto na 200 let.
Chráněna je od roku 2016 pro svůj vzrůst, věk a jako krajinná dominanta.

## Stromy vokolí (do 5km)
- Vranovské jasany (1,3 km)
- Vranovské jilmy (1,4 km)
- Pivoňské lípy I. (2,1 km)
- Pivoňské lípy II.(2,3 km)
- Nemanické duby (3,5 km)
- Sezemínská lípa (3,6 km)
- Čepičkovo dub na Pile (4,6 km)